# Habenaria carnea
Habenaria carnea là một loài thực vật có hoa trong họ Lan. Loài này được Weathers mô tả khoa học đầu tiên năm 1891.